# 碧山日録
『碧山日録』（へきざんにちろく）は、室町時代、東福寺の僧侶であった雲泉太極の日記。東福寺の境内に「碧山佳拠」と呼ばれる草庵があり、それが名前の由来となっている。尊経閣文庫に写本が伝わっている。
記述は長禄3年（1459年）から応仁2年（1468年）まで及ぶ。寛正元年、文正元年（1466年）、応仁2年などの記述が欠落しているものの、長禄 - 応仁年間に言及した史料は希少であり、また筆者の立場上寺院の運営、僧侶の仕事や生活に関する記述も見られるため、室町時代後期を検証する史料として貴重である。
内容は太極の生活や私事と、僧侶としての渉外などの公務が中心となっている。古代の名僧の伝記や語録の抜粋や、教典に対する太極の解釈や考証、絵画や書物の鑑賞も含まれている他、詩の覚書にも使われている。
文正、応仁の頃の紊乱した世情が活写されており、この頃台頭してきた足軽や、下層市民に関する記述が豊富。中でも山城国木幡郷の郷民の活動や、清水寺の勧進僧が民衆に施した救済に関する記述は注目されている。
それぞれの記事の末尾に「日録云」と称して、記事の要点の摘出と、太極自身の記事に対する感想を述べていることが特徴である。記事に付属する太極の論評には『史記』を初めとする古文書の影響があったと考えられている。
碧山日録における太極の文体はかなり熟達しており、鮮明な個性と独特の雰囲気を醸し出しているが、それゆえに晦渋な点も多く、太極自身の経歴に不詳な点が多いことも、難解さに拍車をかけている。